# Yelena Rozmirovich
Yelena Fiódorovna Rozmirovich-Troyanóvskaya, (en ruso: Елена Фёдоровна Розмирович-Трояновская, 10 de marzo de 1886 - 30 de agosto de 1953) fue una revolucionaria y política rusa y, más tarde, funcionaria de la Unión Soviética. En 1917 fue una de las diez mujeres elegidas para la Asamblea Constituyente, convirtiéndose en las primeras parlamentarias del país.

## Biografía
Rozmirovich nació en Petropavlivka en 1886, hija de Theodore Maish, inmigrante luxemburgués, y Mariia Krusser, moldava. Mariia había estado casada con Gottleib, hermano de Theodore, pero se casó con Theodore tras la muerte de Gottleib. Una de las hermanastras de Rozmirovich, Yevgenia, se convirtió más tarde en una destacada política soviética. Tras terminar el bachillerato, prosiguió sus estudios en el extranjero y se licenció en Derecho en la Universidad de París. En 1904, tras participar en círculos socialdemócratas en París, se afilió al Partido Obrero Socialdemócrata Ruso y se trasladó a Kiev, donde comenzó a promover ideas revolucionarias entre los trabajadores agrícolas y ferroviarios. En 1907 fue nombrada secretaria de la oficina regional de ferrocarriles del sur del partido; ese mismo año fue detenida, y de nuevo en 1909, tras lo cual fue condenada a un año de prisión y tres de exilio en Narym. Sin embargo, tras cumplir el año de prisión, Rozmírovich fue autorizada a exiliarse al extranjero en lugar de ser enviada a Narym, dejando a su hija con Yevgenia.
Posteriormente vivió en París y Viena con su marido Alexander Troyanovsky, donde continuó las actividades del partido y lo representó en el Congreso Socialista Internacional de Basilea. También colaboró en la prensa bolchevique, como Pravda y Rabotnitsa. En enero de 1913 fue detenida cuando intentaba entregar un mensaje a Kamó en Tiflis, pero fue puesta en libertad después de que Troyanovsky enviara una carta a sus padres amenazando con denunciar a la persona que había provocado su detención como agente de la Okhrana; esta carta fue interceptada por la Okhrana y mostrada a Roman Malinovsky, político bolchevique y agente de la Okhrana. Malinovski convenció a Stepán Petróvich Beletski para que ordenara su liberación. Volvió a salir de Rusia, participando en una conferencia del partido en Berna y asistiendo a la Conferencia Internacional de Mujeres Socialistas en esa ciudad. Se divorció de Troyanovsky y, según Malinovsky, tuvo una aventura con él; más tarde se casó con Nikolai Krylenko. Volvió de nuevo a Rusia para realizar actividades clandestinas, pero fue capturada en Moscú y pasó seis meses en la prisión de Butyrka. Tras salir de prisión, fue enviada a Kharkiv, y luego se exilió a Irkutsk durante cinco años.
Durante la Revolución de Febrero, Rozmírovich fue miembro del comité bolchevique de la ciudad de Irkutsk. En marzo de 1917 se trasladó a Petrogrado, donde ayudó a organizar el partido entre las unidades militares de la ciudad y se convirtió en redactora de Soldatskaya Pravda. Durante la Revolución de Octubre trabajó en guarniciones y en los frentes. Fue candidata bolchevique en la circunscripción del Frente Sudoccidental en las elecciones a la Asamblea Constituyente de 1917, y fue una de las diez mujeres elegidas para la legislatura junto a Yevgenia.
En enero de 1918, Rozmírovich fue nombrada jefa de la comisión investigadora del primer Tribunal Revolucionario. En 1919 también fue nombrada presidenta de la dirección política del Comisariado Popular de Ferrocarriles. En 1922 fue enviada a trabajar para el Rabkrin por orden directa de Vladimir Lenin, dirigiendo inicialmente su departamento jurídico. Entre 1924 y 1930, Rozmirovich fue miembro de la Comisión Central de Control del Partido Comunista de la Unión Soviética. Su matrimonio con Krylenko finalizó a finales de los años 20. De 1931 a 1933 fue miembro de la junta del Comisariado del Pueblo para las Comunicaciones, y posteriormente ocupó el cargo de directora de la Biblioteca Estatal de 1935 a 1939. Murió en 1953 y fue enterrada en el cementerio de Novodevichy.